# 두송 (명)
두송(杜松, ? ~ 1619년)은 명(明)의 무장이다. 자는 내청(來淸)이며, 섬서(陝西) 유림(榆林) 출신이다. 용맹하여 새외(塞外) 민족들은 모두 '두태사(杜太師)'라고 칭하였다. 명의 무관 두동(杜桐)의 동생이다. 사르후 전투에서 전사하였다.

## 생애
두송은 얼굴이 새까맣고 전투 시에 양팔을 들어올려 금도(金刀)를 가지고 마구 베었기에, '두흑자(杜黑子)'라는 별명으로 불렸다. 두송은 용맹하였우나 무모하였고 거칠고 급한 성격이었기에 직전 시에 병사들 앞에 나서서 싸웠으며, 일이 잘 안 되면 갑주를 깨뜨리며 삭발하고 승려가 되겠다고 소리질렀다. 만력(萬曆) 36년(1608) 여름, 이성량(李成梁)에 뒤이어 요동총병관(遼東總兵官)이 되었다. 이때 이전의 전투에서 패배한 것으로 인하여 자살하고자 모든 갑주와 무기를 불태웠으나, 조정은 그를 강제로 귀향 조처하였다. 이후 다시 총병관으로 기용되었고 건주여진(建州女眞) 누르하치(Nurhaci, 努爾哈赤) 토벌전에 참여하였다.
만력 47년(1619) 양호(楊鎬)가 4로(四路)로 군대를 편성하고, 네 총병관에게 인솔하게 한 후 허투알라(Hetu Ala, 赫圖阿拉)로 진공하였다. 중로좌익(中路左翼)은 산해관총병(山海關總兵) 두송, 중로우익(中路右翼)은 요동총병(遼東總兵) 이여백(李如柏), 북로(北路)는 개원총병(開原總兵) 마림(馬林), 남로(南路)는 요양총병(遼陽總兵) 유정(劉鋌)이 맡았다. 양호는 심양(瀋陽)에 주둔하여 전쟁을 지휘하였다. 두송은 공적에 급급하여 눈을 밟으며 진군하였고, 음 4월 14일 소자하(蘇子河)가 후너허(Hunehe, 渾河)로 합류하는 지점에서 도하하였다. 사르후(Sarhū, 薩爾滸, 오늘날 요녕성遼寧省 무순시撫順市 동쪽 혼하渾河 남쪽)에서 복병을 만났다. 두송은 절벽 아래에서 누르하치의 아들 버일러(貝勒) 라임부(Laimbu, 賴慕布)에게 사살되었고 이에 명군은 혼란에 빠졌으며 결국 몰살되었다. 15일, 누르하치는 팔기(八旗) 주력군을 이끌고 명 북로군의 진영을 격파하였다. 북로군 지휘관 마림은 대패하여 개원(開原)으로 도주하였다. 양호는 두송과 마림 군대가 패배하였다는 소식을 듣고 이여백과 유정을 급히 불렀다. 그러나 유정은 적진으로 300리나 깊이 들어간 상태였으며 결국 매복을 받아 전사하였다. 이여백은 양호의 철병 명령을 받아 신속히 후퇴하였다. 사르후 전투 이후 명 조정은 두송의 경솔한 진공을 질책하였다.
천계(天啓) 연간(1621-1628) 소보좌도독(少保左都督)에 추증되었고 대대로 천호(千戶)를 음서로 받았으며, 사당을 세워 제사를 지내도록 하였다.